# Симург (футбольный клуб)
«Симург» (азерб. "Simurq" Peşəkar Futbol Klubu) — бывший азербайджанский футбольный клуб.
Основан в 2005 году. Выступал в высшей лиге чемпионата Азербайджана. Представлял северо-западный регион Азербайджана — город Загатала.

## История

### Первые шаги − первая лига
Созданная в 2005 году команда начала своё выступление с первой лиги чемпионата Азербайджана. Дебют оказался удачным и уже в следующем сезоне 2006—2007 годов команда пробилась в элиту азербайджанского футбола.
По итогам опроса, проведенного газетой «Футбол+», команда была признана открытием сезона 2006/07 в номинации «Сюрприз года».
Команда снялась с чемпионата 2015/16 в связи с финансовыми проблемами и задолженностями.

## Европейские кубки
| год  | турнир           | раунд | соперник    | страна  | дома | в гостях | итог |  |
| ---- | ---------------- | ----- | ----------- | ------- | ---- | -------- | ---- |  |
| 2009 | Лига Европы УЕФА | 1Q    | Бней Иегуда | Израиль | 0:1  | 0:3      | 0:4  |  |

## Стадион
- Клуб играл на городском стадионе города Закаталы вместимостью 4000 зрителей.

## Тренерский штаб
- Главный тренер — Георгий Чихрадзе
- Тренер — Владимир Фигель
- Тренер — Шабан Ширданов
- Тренер-селекционер Исмаил Алиев
- Тренер вратарей — Тарас Чопик
- Директор молодёжной школы — Рауф Амиров
- Тренер (U-17) — Ильгар Асланов
- Тренер (U-15) — Айдын Ализаде
- Тренер (U-13) — Рафаэль Мусаев
- Тренер (U-11) — Асадулла Мусаев

## Все тренеры
- Анатолий Писковец (сентябрь 2005 — март 2006)
- Виктор Пыщев (март 2006 — май 2006)
- Роман Покора (май 2006 — июнь 2010)
- Джёкица Хаджиевский (июнь 2010—2011)
- Сергей Юран (июль 2011—2012)